# 胡跃峰
胡跃峰（1991年10月25日—），中国山东省德州市人，围棋职业六段棋手。他2004年入段，2012年7月升为五段，2020年11月升为六段。他获2011年全国围棋个人赛男子乙组冠军，2015年第三届全国智力运动会围棋男子团体冠军（代表湖北队）。2014年至2017年代表湖北洪湖三民队及武汉三民队参加围甲联赛，其中2016年第二轮爆冷战胜世界冠军朴廷桓。

## 国内比赛成绩
2011年全国围棋个人赛男子乙组冠军，2015年第三届全国智力运动会围棋男子团体冠军。

## 国际比赛成绩
2013年第1届梦百合杯预选赛中连胜马笑冰和丁伟进入本赛64强。本赛中连胜檀啸和朱亨煜进入16强，后负于邬光亚。